# Satus
Satus az Amerikai Egyesült Államok északnyugati részén, Washington állam Yakima megyéjében elhelyezkedő statisztikai település. A 2000. évi népszámlálási adatok alapján 746 lakosa van.